# La Famille Fenouillard (film)
Pour les articles homonymes, voir La Famille Fenouillard (homonymie).
Pour plus de détails, voir Fiche technique et Distribution.
La famille Fenouillard est un film français, écrit et réalisé par Yves Robert en 1960, et sorti en 1961.

## Synopsis
Les Fenouillard sont l'archétype de la famille bourgeoise commerçante. Ils sont bonnetiers depuis trois générations et jouissent de l'estime de tous. Agénor Fenouillard postule au siège de maire de sa ville, tandis que Léocadie, son active épouse, gère magnifiquement le magasin et veille parfaitement à l'éducation de ses deux filles, Artémise et Cunégonde, héritières convoitées. Anatole et Polydore de Prémauté, aussi niais que désargentés, les ont demandées en mariage.

## Fiche technique
- Réalisation : Yves Robert
- Scénario : Jean Ferry, Yves Robert, d'après l'œuvre originale de Christophe
- Dialogues : Jean Ferry
- Assistant réalisateur : Jacques Besnard
- Production : Pierre Fabre, Société Nouvelle des Etablissements Gaumont, François Chavanne
- Directeur de production: Alain Poiré, Claude Hauser
- Images : André Bac
- Décors : Paul Boutié
- Son : Guy Rophé
- Montage : Marie-Josèphe Yoyotte
- Musique : Gérard Calvi
- Année : 1960
- Durée : 78 minutes
- Pellicule 35mm
- Genre : Comédie
- Première présentation le 4 janvier 1961.
- Affiche : Clément Hurel (France)

## Distribution
- Jean Richard : Agénor Fenouillard
- Sophie Desmarets : Léocadie Fenouillard
- Marie-José Ruiz : Artémise
- Annie Sinigalia : Cunégonde
- Madeleine Clervanne : Madame de Bréauté-Beuzeville
- Georges Aubert : Bordure
- Jean Bellanger : Bébert
- Bernard Blier : une apparition en  voyageur
- Bernard Charlan : Antoine Petit, le chef d'orchestre
- Gérard Darrieu : Souris-Bibi
- Hubert Deschamps : le maître d'école
- Alain Dumoulin : Polydore
- Yves Robert : Le Coq
- Henri Virlogeux : le commandant
- André Weber : Nanca
- Lucien Frégis : un voyageur
- Jean-Claude Arnaud
- André Badin : un conseiller municipal
- Charles Bouillaud : le contrôleur du train
- Louis Bugette : l'homme de quart à la barre
- Bruno Balp : un officier du bateau Magellan
- Jimmy Perrys : un client de la bonnetterie
- Martin Lartigue : le petit garçon
- Little Bara
- Marcel Charvey : le médecin du bateau Magellan
- Henri Cote
- Gilbert Denoyan : Harris
- Philippe Desboeuf : La Charente
- Pierre Duncan : un bourreau japonais
- André Gille : Follichon
- Daniel Goldenberg : Anatole
- René Hell : Crochet de Valet
- Roger Pelletier
- Yves Peneau
- Guy Piérauld
- André Pradel
- Claude Richard
- Robert Rollis : le chef de gare
- Philippe Castelli : un client du restaurant
- Marlène Jobert (à confirmer)
- Simone Landry (à confirmer)